# Orbinia sertulata
Orbinia sertulata ist ein mariner Ringelwurm aus der Gattung Orbinia innerhalb der Vielborster-Familie der Orbiniidae.

## Merkmale
Orbinia sertulata hat einen bis zu 30 cm langen, zylindrischen und vorn abgeflachten Körper mit bis zu 400 Segmenten. Das dreieckige Prostomium ist etwas länger als breit und trägt keine Augen. Der Thorax umfasst 22 bis 24 borstentragende Segmente. Jedes der an diesen sitzenden Notopodien weist ein Bündel kapillarartiger Borsten und dahinter einen einzelnen Lappen sowie eine Acicula auf, während die zugehörigen Neuropodien als Tori mit glatten oder gezähnten Dornen und kapillarartigen Borsten ausgebildet sind. An den ersten fünf borstentragenden Segmenten tragen die Neuropodien hinter den Borsten eine halbkreisförmige Lamelle und anschließend bis zum 27. bis 31. Segment an entsprechender Stelle 10 bis 15 konische Papillen. Unter den Parapodien sitzen Papillen an der Bauchseite der Segmente 17 bis 20 und 27 bis 35, doch gibt es keine Stacheln. Jedes Notopodium an den Segmenten des Abdomens trägt kapillarartige wie auch gegabelte Borsten und dahinter einen einzelnen Lappen sowie Aciculae, das dazu gehörige zweilappige Neuropodium ein bis zwei Aciculae, wenige kapillarartige Borsten und einen kleinen ventralen Cirrus. Der interramale Cirrus ist etwa so lang wie das Neuropodium. An jedem Segment ab dem fünften borstentragenden Segment sitzen lange, lanzettliche und bewimperte Kiemen. Das Pygidium trägt zwei lange Cirren. Der Thorax ist dunkelrot, das Abdomen gräulich-braun.

## Verbreitung, Lebensraum und Lebensweise
Orbinia sertulata ist in der Arktis, dem nordöstlichen Atlantischen Ozean, im Mittelmeer und von der Nordsee bis zur Kieler Bucht verbreitet. Hier ist sie auf Sand oder Schlamm unterhalb der Gezeitenzone zu finden.
Zur Lebensweise und zum Entwicklungszyklus von Orbinia sertulata liegen keine Veröffentlichungen vor. Andere Vertreter der Orbiniidae sind Substratfresser oder weiden Bakterien direkt vom Substrat ab und entwickeln sich über frei schwimmende Larven.